# 渓田線
渓田線（けいでんせん）は、瀋丹線本渓駅より南甸駅（本渓満族自治県南甸鎮）を結ぶ全長86kmの鉄道路線。
1937年から1939年にかけて建設された。途中、観音閣湖沿いを通る。石炭輸送の専用線であるが南甸の手前の田師傅駅まで旅客輸送も行っている。

## 概要
当線の母体となったのは、1914年開業の「渓堿鉄路」である。当初は軽便鉄道であり、路線も牛心台炭鉱の運炭目的で敷設されたため、牛心台までしかなかった。
1932年に満洲国が樹立され、翌1933年に満洲国有鉄道が成立すると、当線周辺は炭鉱などさまざまな鉱山の所在地であることから、産業開発・産業振興に重要な路線として、1937年に国鉄線として「渓堿線」が計画された。これにより渓堿鉄路は補償の意味合いを込めて買収されて国営企業化、1938年9月1日に国鉄線の一部営業開始とともに廃止された。
1939年11月1日に全線開通、国鉄線の経営委託を受けていた南満洲鉄道により経営された。戦後は中国国鉄の路線となり、起終点の駅名に合わせ現在の路線名となった。
旅客列車の終点田師傅駅まで3往復、途中の小市駅より本渓方面に0.5往復の列車がある。

## 駅名一覧
本渓 - 牛心台 - 偏嶺 - 松樹台 - 温泉寺 - 小市 - 泉水 - 田師傅 - 南甸（貨物駅）